# Rassengesetze
Als Rassengesetze werden Rechtsvorschriften bezeichnet, die Menschen aufgrund von rassistischen Politikmustern in eine Ungleichverteilung sozialer Ressourcen und politischer Rechte zum Nutzen der „Ankläger“ setzen.
Bekannte Beispiele dafür sind:
- die Nürnberger Gesetze (gegen die Juden) zur Zeit des Dritten Reiches
- Chronologie der Rassengesetze der Vereinigten Staaten
- Gesetze der Apartheid gegen die nichteuropäischstämmige Bevölkerung in einigen Staaten des südlichen Afrikas
- antijüdische Italienische Rassengesetze ab 1938
- Italienische Rassengesetze (Kolonien) zur Rassentrennung in Italienisch-Ostafrika
- slowakischer Judenkodex von 1941
- der Chinese Exclusion Act (gegen die Chinesen) von 1880
- Rassengesetze des Unabhängigen Staates Kroatien (1941–1945)
- das bulgarische Gesetz zum Schutz der Nation (1941–1944)

Siehe auch